# هیلمن هاسکی
هیلمن هاسکی (Hillman Husky) خودرویی است که در سال‌های ۱۹۵۴ تا ۱۹۵۷تولید شده‌است. وزن آن در حالت طبیعی ۱٬۹۰۴ پوند (۸۶۴ کیلوگرم) است. 
موتور آن ۱۲۶۵ سی‌سی سیستم جعبه‌دندهٔ آن ۴ دنده به صورت دستی است.

## نگارخانه

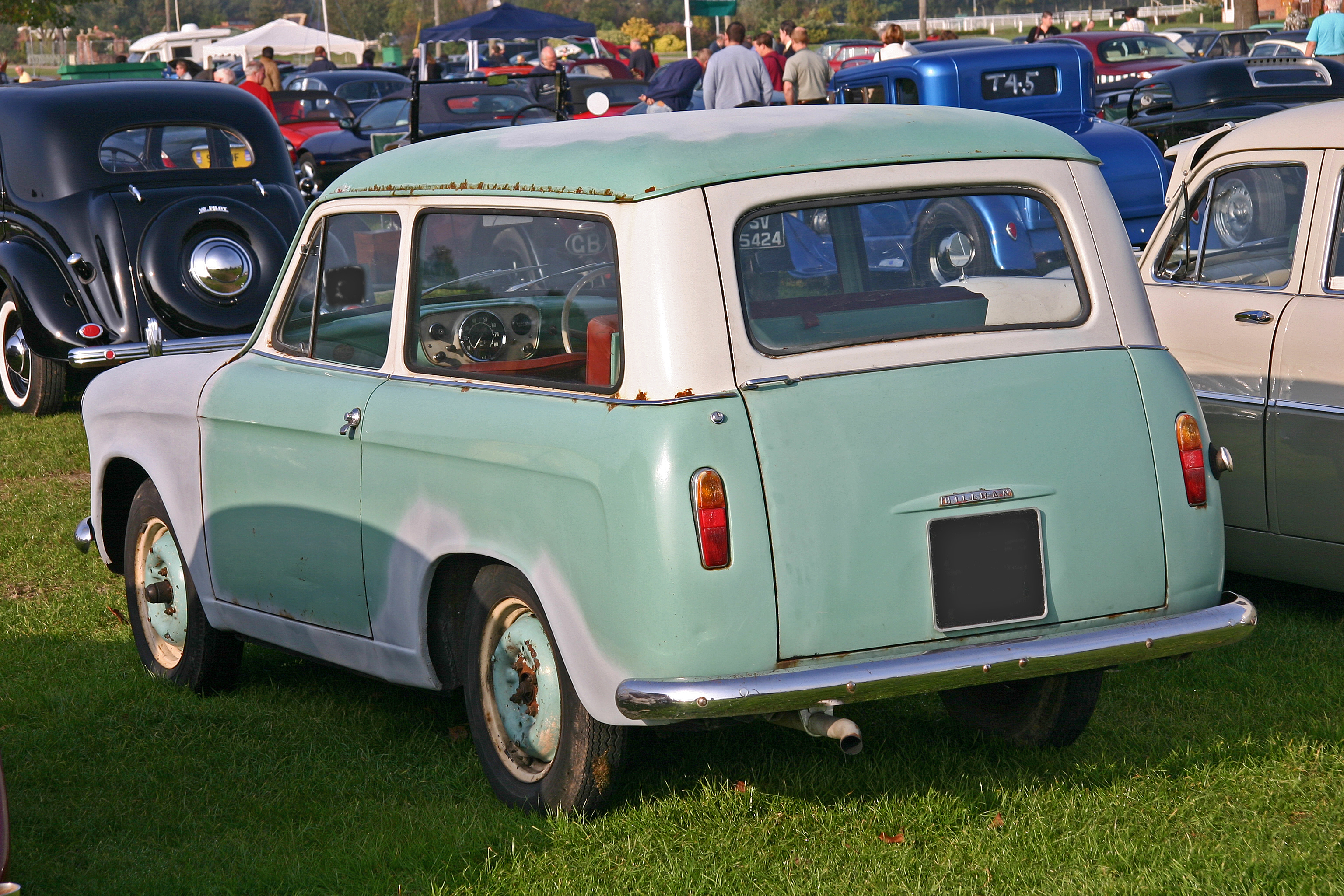
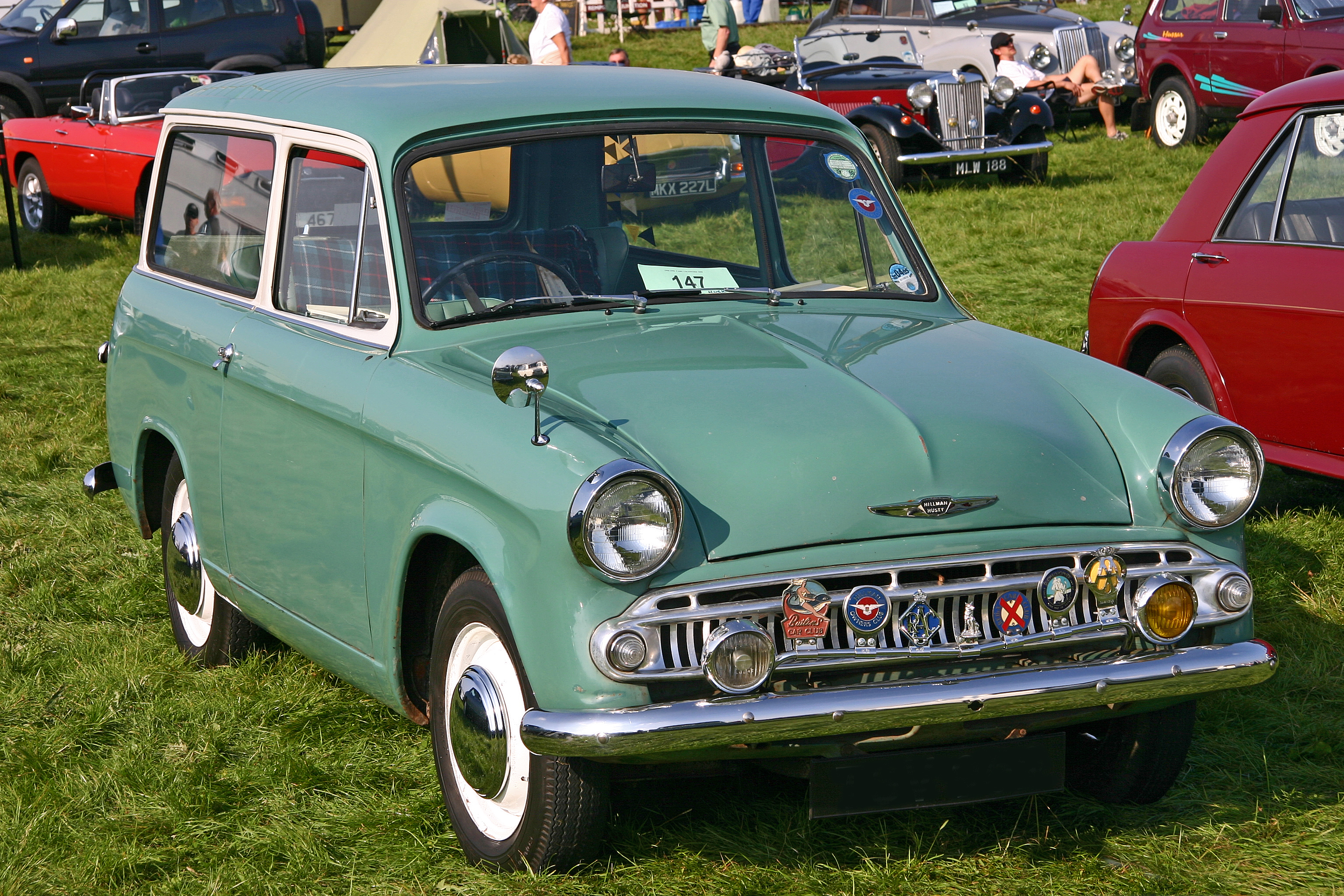
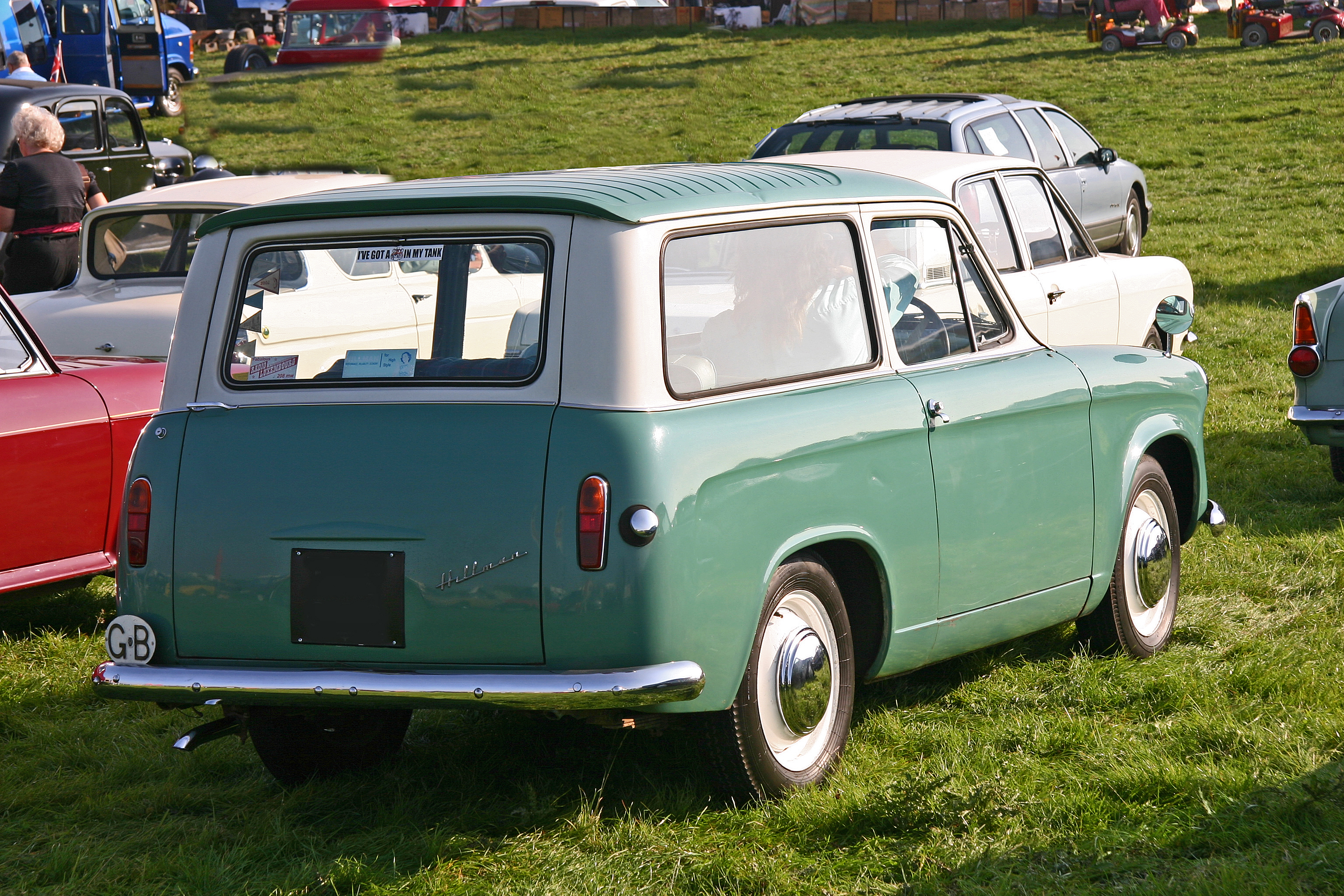
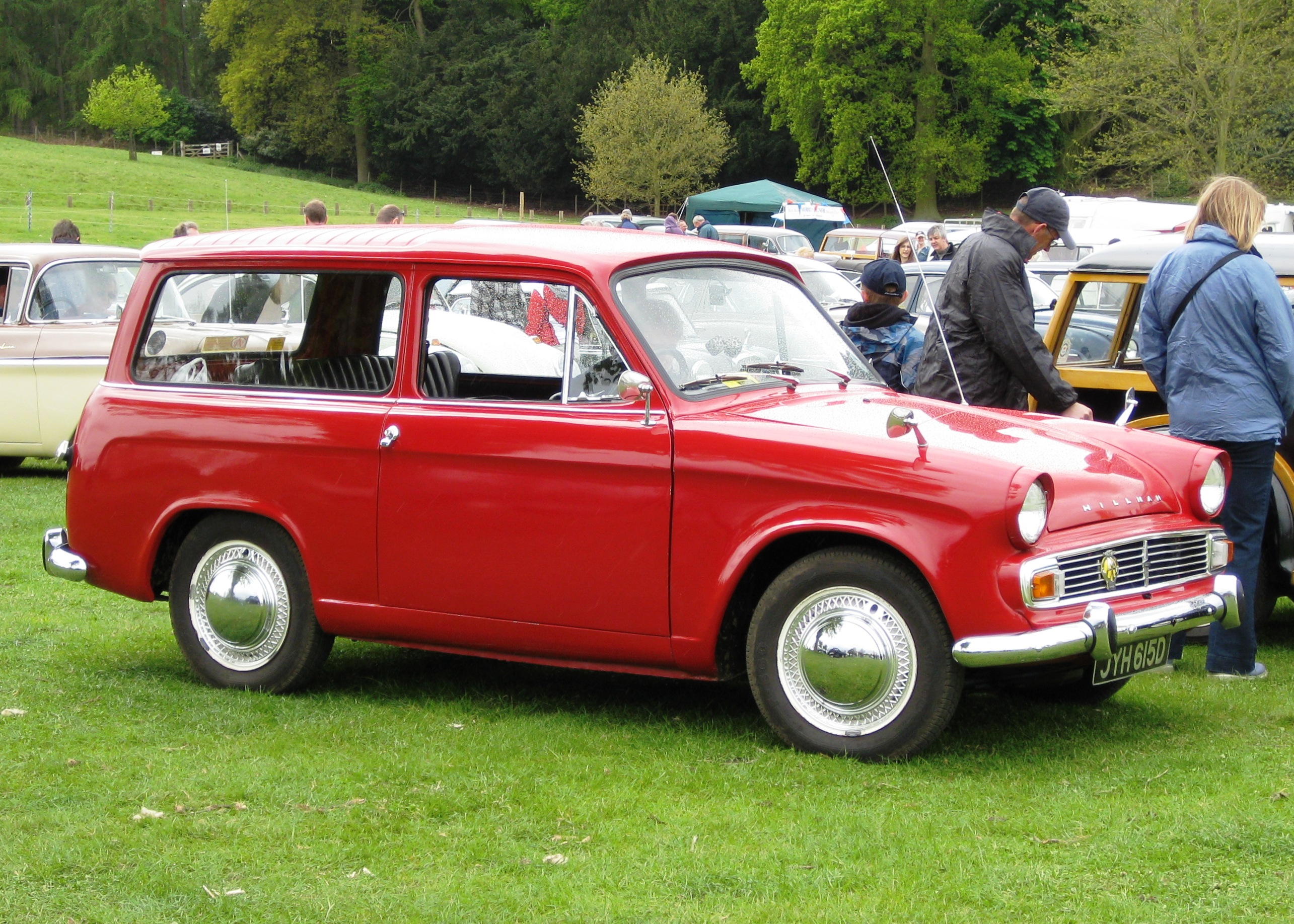